# Всесоюзное радио

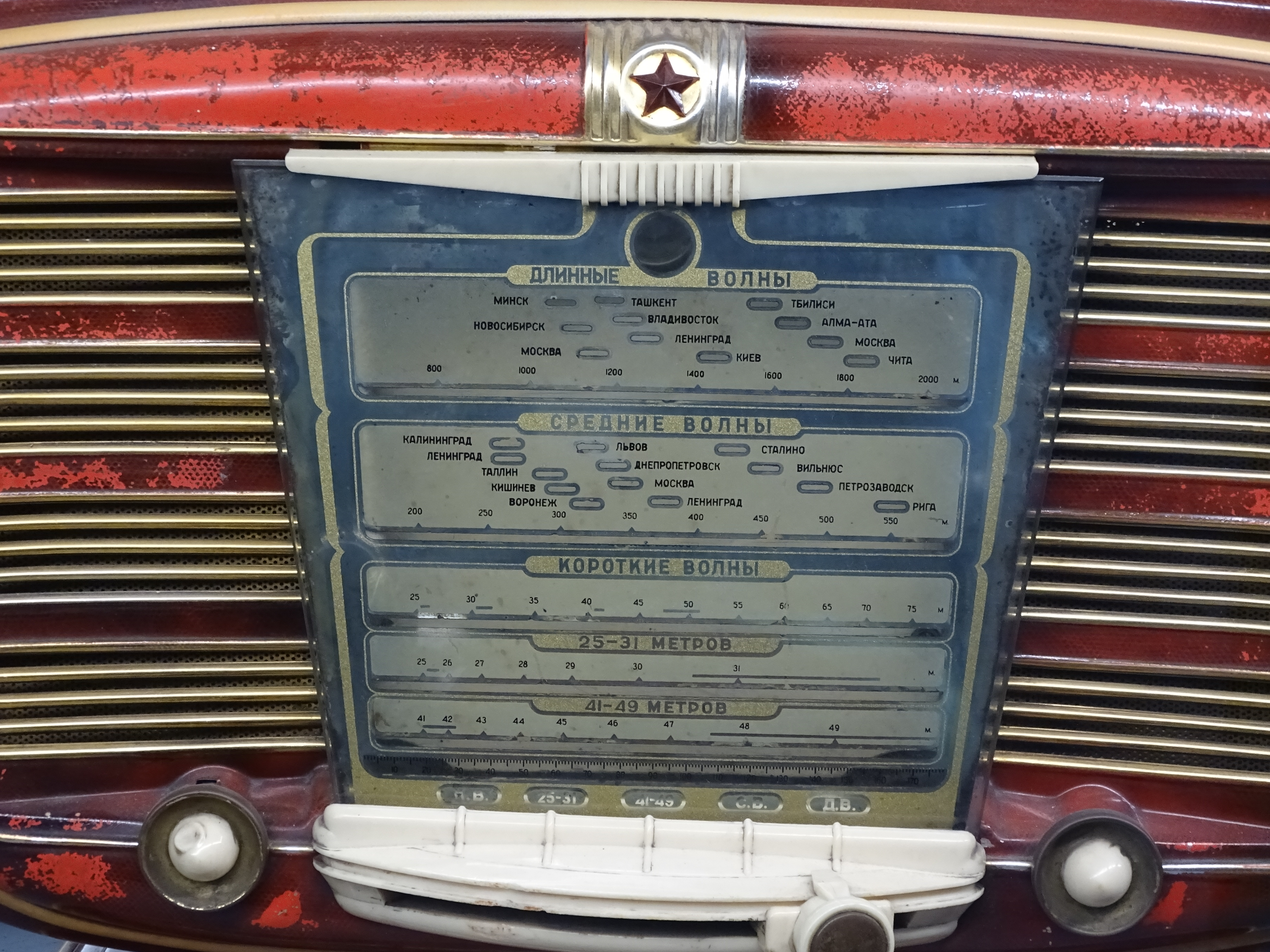
Советский радиоприёмник с готовыми ячейками центрального вещания и каналов союзных радиостанций

Всесоюзное радио (ВР) (Центральное внутрисоюзное радиовещание) — радиовещание для населения СССР, а также советских граждан, находящихся за рубежом, составная часть советской вещательной организации — Государственного комитета Совета Министров СССР по телевидению и радиовещанию. Программы Центрального внутрисоюзного радиовещания готовились в 1924—1929 гг. — акционерным обществом «Радиопередача», с 1933 года соответствующими главными редакциями Всесоюзного комитета по радиофикации и радиоинформации (многократно переименовывался, с 1978 года — Государственный комитет СССР по телевидению и радиовещанию), координацию и выпуск их в эфир осуществляла Главная дирекция программ, с 1990 года — Всесоюзным информационным творческо-производственным объединением «Маяк». Велось по 13 программам (8 из которых предназначались для отдалённых районов страны). С 1 февраля 1986 года были уменьшены на 2 кГц номиналы частот следующих длинноволновых радиовещательных станций: 155, 164, 173, 182 и 191 кГц (а именно вместо них стало 153, 162, 171, 180 и 189 кГц соответственно.)

## Программы радиовещания в СССР и за рубежом
- Первая программа Всесоюзного радио — общесоюзная, информационная, общественно-политическая и художественная, имела 4 дубля с учётом поясного времени, звучала на длинных (171, 173, 234, 236, 262, 263 кГц), средних (567, 648, 711, 891, 1107, 1116, 1485, 1512, 1584 кГц), коротких (5.91-6.14; 7.105; 7.12; 9.67; 11.94; 12.045 МГц) и ультракоротких волнах (72,92 МГц в Москве.) Вещала с 23 ноября 1924 года, передавалась сначала на длинных и средних волнах Радиостанцией имени Коминтерна, позднее также на ультракоротких волнах республиканскими, краевыми и областными телецентрами, распространялась по системе проводного вещания на 1-м канале (непосредственно в полосе звуковых частот, в результате чего для приёма требовался самый простой абонентский громкоговоритель). В 1960 году был введён дубль Первой программы Всесоюзного Радио для Дальнего Востока, в 1964 году введён второй дубль Первой программы Всесоюзного Радио. К концу 1970-х годов имелось четыре дубля Первой программы Всесоюзного Радио[2][3].
- Вторая программа Всесоюзного радио («Маяк») — общесоюзная, круглосуточная информационно-музыкальная, звучала на длинных (173, 198, 200 кГц), средних (531, 549, 594, 612, 774, 828, 873, 900 1593 кГц), коротких (5.91-6.20; 7.10-7.44; 9.47-9.81; 11.63-12.07 МГц), ультракоротких волнах (67,22 МГц в Москве) и в сети проводного вещания на 2-м канале (частота 78 кГц). Вещала с 1929 года, передавалась сначала на средних волнах Радиостанцией ВЦ СПС, в 1941—1945 гг. — не вещала, в 1945 г. возобновило вещание, позднее также на ультракоротких волнах республиканскими, краевыми и областными телецентрами, с 1 августа 1964 года стала информационно-музыкальной программой «Маяк».
- Третья программа Всесоюзного радио (на базе которой с 27 декабря 1991 года вещало Радио «Юность») — общесоюзная, общеобразовательная, литературно-музыкальная, вещала с 1947 года[4], с 1982 года имела 4 дубля с учётом поясного времени, звучала на средних (657, 873, 972, 1278, 1287, 1395, 1512, 1566 кГц), коротких (4.055; 6.03; 6.06; 7.44; 11.69 МГц), ультракоротких волнах (66...73 МГц; 68,84 МГц в Москве) и в сети проводного вещания на 3-м канале (частота 120 кГц).
- Четвёртая программа Всесоюзного радио ( с 1991 года - «Орфей») — музыкальная (преимущественно классическая музыка), звучала на ультракоротких волнах (72,14 МГц в Москве), коротких волнах (11.25 МГц), позднее — на средних волнах (738 и 1359 кГц), принималась в Москве и Московской области, Ленинграде и Ленинградской области. Вещала с 15 апреля 1963 года[5]. Предполагалось, что будет вещать сначала в крупных городах Европейской части СССР, а также распространяться по системе проводного вещания на 4-м канале (частота 52 кГц) и постепенно станет общесоюзной программой. Уже после распада СССР в дополнении к указанным территориям вещание стало вестись в следующих городах и примыкаемых к ним территориях: Волгоград, Екатеринбург, Казань, Курган, Липецк, Пермь, Саратов, Смоленск, Тула.
- Пятая программа Всесоюзного радио ("Родина") — круглосуточная информационная, общественно-политическая и художественная, адресована советским гражданам, находящимся за пределами страны (морякам, рыбакам, полярникам и др.), звучала на коротких и средних волнах. Вещала с 1 августа 1960 года, в 1989 году передана Центральному радиовещанию на зарубежные страны. Включала несколько автономных редакций, готовивших выпуски для соответствующих групп слушателей:
  - радио «Для тех, кто в море» из Одессы для моряков и рыбаков Черноморско-Средиземноморского бассейна,
  - радио «Атлантика» из Мурманска для моряков и рыбаков Северного бассейна, из Риги — для Западного бассейна Атлантики.
  - радио «Тихий океан» из Владивостока для моряков и рыбаков Тихоокеанского и Индийского бассейна,
  - радио «Для советских специалистов, работающих за рубежом» из Москвы (несколько выпусков в разное время для стран Европы, Азии, Африки, Латинской Америки).
- Московское радио/Radio Moscow World Service (позже - "Голос России") - иновещание на зарубежные страны на коротких волнах.

## Главная дирекция программ
Директора Главной дирекции программ Центрального внутрисоюзного радиовещания:
- Анатолий Богомолов (1963—1965)
- Елена Вартанова
- Виген Гаспарян (?-1972)
- Евгений Широков (1972—1973)
- Борис Судоров (1975—1980)
- Александр Ахтырский (1984—1991)[6]

Директора Студии «Радио-1»:
- Александр Ахтырский[7] (1991—1996)
- Сигналы точного времени и программа передач — перед 15-часовым выпуском «Последних известий» звучало оповещение «Говорит Москва! Передаём сигналы точного времени. Начало шестого сигнала соответствует 15 часам московского времени», затем после сигналов «В столице — 15 часов, в Волгограде — 16, в Свердловске и Кургане — 17, в Душанбе и Караганде — 18, в Красноярске — 19, в Иркутске (или в Улан-Удэ) — 20, в Чите (или в другом городе, имеющем этот часовой пояс) — 21, …, в Петропавловске-Камчатском — полночь» для проверки времени во всех часовых поясах, где принимался эфир.
- Программа передач: в 8:15 — полная программа передач Всесоюзного радио и ЦТ, в 11:10 — информация о передачах первых программ, в 19:30 дополнительная информация о вечерних передачах, в 23:00 — программа передач на следующий день.
- На волне «Маяка» перед сигналами и в середине часа звучали позывные песни «Подмосковные вечера». Перед выпуском «Последних известий» на 1-й программе Всесоюзного радио также звучали позывные «Родина слышит».
- Перед программой «Время, события, люди» транслировался бой часов Спасской башни, затем о начале программы оповещал Евгений Хорошевцев.
- Гимн Советского Союза (I пр., ежедневно, 4 мин, 0:00, 5:00, 6:00)

### Дикторы
- Аветисова Ольга Владимировна, 1970—1990-е
- Айгинин Искандер, 1990-е
- Аксюта Юрий Викторович, 1982—1989 (далее — Европа Плюс Москва)
- Александров Игорь, с 1982
- Андрианов, Александр Сергеевич, 1978—1991 (далее — Голос России)
- Арутинов Сергей, 1970—1980-е
- Балашов, Владимир Николаевич, 1956—1981
- Баранов Александр, 1970—1990-е
- Басинская Ольга, 1980—1990-е (далее — Голос России)
- Богомолов Сергей Александрович, 1950—1980-е
- Боков Михаил Георгиевич, 1950—1970-е
- Борисов Александр, с 1983
- Боровик Геннадий Васильевич, 1960—1990-е (ранее — Ленинградское радио, далее — ГРК «Радио Подмосковья»)
- Вдовенков Аркадий Владимирович, 1960—1990-е (далее — ГРК «Радио Подмосковья»)
- Вдовина Тамара Николаевна, 1946—1984
- Викторова Зоя, с 1939
- Винокур Мария, 1983—1997 (далее — Говорит Москва)
- Виолина Майя Ефимовна, 1970—1990-е
- Вишневская Татьяна Васильевна, 1980—1991 (далее — Радио Ретро, затем — «Русское радио-2»)
- Высоцкая Ольга Сергеевна, 1929—1991
- Галаев, Василий Григорьевич, 1945—1987
- Герасимов Вячеслав Павлович, 1976—1991 (далее — Маяк, озвучивание рекламных роликов и объявлений в Московском метрополитене)
- Герасимова, Нина Александровна, 1956—1987
- Герцик Владимир Борисович, 1933—1993 (с перерывом на войну с 1941 по 1945[8])
- Гмыза Игорь Геннадьевич, середина 1980-х — середина 1990-х (далее — ОРТ и Радио России)
- Головина Анастасия Ильинична, с 1929
- Гольдина Евгения Исааковна, с 1927
- Грекова Татьяна, с 1959
- Григорьева (Морозова) Дина Анатольевна, 1964—1975 (далее — на Центральном телевидении)
- Гуляев Борис, 1950—1980-е
- Дадыко Сергей Михайлович, середина 1980-х — середина 1990-х
- Демин Михаил, с 1982
- Державин Михаил Михайлович (ночная информационно-познавательно-развлекательная программа-канал Полуночник)
- Диденкулова Валентина, с 1948
- Дирина Татьяна, 1978—1993 (окончила ВТУ им. М. С. Щепкина, 1977)
- Дмитриева Ольга Александровна, 1939—1986
- Дозорцева Галина, 1980—1990-е
- Дубравин Николай Павлович, с 1929
- Емельянова Елизавета Алексеевна, 1930—1970-е
- Еремина Лора Алексеевна, 1962—1995
- Ерисанова Ирина Александровна, 1983—1991 (далее — Маяк)
- Задачин Алексей Иосифович, 1956—1988
- Задворных Вячеслав (далее работал на Голос России)
- Зайцев Сергей, с 1983
- Зиневич Альберт, 1950—1960-е
- Зубова Ольга, 1986 — начало 1990-х
- Иванов Вячеслав, 1970—1980-е
- Иванова Маргарита Александровна, 1947—1992
- Измайловская Елена Владимировна, 1950—1980-е
- Илларионов Виктор, 1970—1980-е
- Илларионова Ирина Александровна, с 1989 (ранее — на ЦТ)
- Иоаниди Елена Аркадьевна, с 1959
- Казаков Александр, 1980—1990-е (далее — Европа Плюс Москва)
- Кайгородова Людмила Михайловна, 1950—1980-е (1947—1948 на Новосибирском радио)
- Калинина Любовь, с 1962
- Калмыков Глеб Константинович, 1946—1982
- Кириллов Константин Афанасьевич, 1950—1970-е
- Кирсанов Сергей Михайлович, 1980—1995 (далее работал на Маяке)
- Ковалев Алексей Захарович, 1978—1994 (далее — Орфей)
- Когтева Галина Владимировна, с 1949
- Колесников Анатолий, 1967-1967, далее работал на ЦТ СССР.
- Конышев Павел Александрович, 1985—1989
- Коптяев Андрей, 1982 — середина 1990-х
- Корзинкина Ирина Викторовна, 1971—1997 (род. в 1937 г. Закончила ГИТИС, работала в Ленкоме).
- Коробкина Елена, начало 1990-х
- Королёва Вера Михайловна, с 1945
- Корнилова Татьяна, 1960—1990-е (далее — Маяк)
- Косолапов Василий Алексеевич, 1983—1991 (далее — Маяк, диктор канала «ТВ Столица»)
- Костылев Владимир, с 1975 (также вел передачи «Утренняя гимнастика» и «Производственная гимнастика»)
- Кузнецова Марина Александровна, 1971—1997
- Кузьмин Николай Николаевич, 1980—1990-е (ранее — Ленинградское радио; далее — диктор в рекламных роликах и на анонсах каналов ТВ-6, ТВС, «Мир», «Парк развлечений» и RTVI)
- Кулешова Ольга Михайловна, 1971-1975, далее — на ЦТ.
- Кулик Эмилия Григорьевна, 1966—1991 (далее — Маяк)
- Куликовских Сергей, конец 1980-х — конец 1990-х (далее — Радио Ретро, затем — Русское радио-2, сейчас читает рекламу в Московском метрополитене, также его голосом объявляются станции в вагонах на Арбатско-Покровской, Филёвской, Кольцевой, Таганско-Краснопресненской и Калининской линиях)
- Лазукова Лилия Николаевна, 1962—1987
- Лазученкова Анна Петровна, с 1946
- Ларионова Людмила Дмитриевна, 1965—1997
- Лебедева Валерия Владимировна, 1962—1991 (далее — Маяк)
- Левитан Юрий Борисович, 1931—1983
- Леонов Евгений Владимирович, 1976—1996
- Литвинова Галина Викторовна
- Лихачева Фаина Ивановна, 1962—1994 (далее — Орфей)
- Ложкина Ирина Михайловна, 1962—1994
- Лузкова Татьяна Яковлевна, 1962—1990 (далее — ГРК «Радио Подмосковья»)
- Ляшенко Борис Павлович, с 1956 (ранее — Петрозаводское радио)
- Макаренко Алла Петровна, 1930—1950-е
- Малов Вадим, 1972-1975, далее на ЦТ СССР.
- Маратова Людмила Семёновна, 1960—1980-е
- Матвеев Иван Кузьмич, с 1945
- Матекина Елизавета, конец 1980-х — середина 1990-х
- Милованов Игорь Михайлович, 1962 — начало 1990-х
- Минаева Елена Васильевна, 1960—1989
- Миншутин Борис Михайлович, 1975-1980 на ЦТ, 1980—1990-е ВР.
- Михайлова Татьяна, 1982—1990-е
- Мищенко Виктор, 1980—1991 (далее — Маяк)
- Мокроусова, Валентина Николаевна, 1980—1996 (далее — Маяк)
- Некрасова (Дородная) Наталья, 1971—1980-е
- Никонова Ирина, середина 1980-х — середина 1990-х (далее — Маяк)
- Неллина Вера Яковлевна, с 1945
- Оленина Надежда Ивановна, 1930—1950-е
- Олесова (Гальперина) Лариса Владимировна, 1962—1994
- Отъясова Елизавета Яковлевна, 1930—1960-е
- Падежнов Евгений, 1960—1970-е
- Панфилов Вадим Васильевич, 1950—1980-е
- Парра (Королюк) Тамара Васильевна, 1983—1997 (ранее — Украинское ТВ)
- Перкин Валентин Прокофьевич[9], 1980—1990-е
- Петрова Лина, 1950—1980-е
- Платицин Александр Никитич, 1982—1987 (далее режиссёр — Маяк)
- Платонова Грета Михайловна, 1962—1987
- Полянский Сергей Евгеньевич, 1978-1982 на ЦТ, 1983—1997 ВР, далее НТВ.
- Прудовский Илья Ефимович, 1967—1997
- Расторгуев Георгий Васильевич, 1962—1980-е
- Репина Светлана Николаевна, 1962—1995 (далее — Орфей, ГРК «Радио Подмосковья»)
- Ромашов Виктор Федорович, 1975—1990-е
- Рябикин Борис Павлович, 1930—1960-е
- Савицкий Николай Матвеевич, 1987—1990-е (далее — Орфей)
- Сальцев Дмитрий, 1980-е
- Самойлов Владимир Иванович, 1971—1991 (далее — Маяк)
- Сазыкина Елена Леонидовна, 1981—1997
- Сарычева Маргарита, с 1948
- Семушкина Лариса Николаевна, 1980—1990-е
- Смирнов Евгений Александрович, 1967—1970, (1962—1965 Горьковское радио, 1966? корпункт ВР в Хабаровске, 1970-1974 на ЦТ)
- Смирнов Сергей Сергеевич, 1976—1991
- Соболева Татьяна Дмитриевна, 1948—1980-е
- Соловьева Валентина Сергеевна (3.08.1908-31.08.2002), 1929—1989
- Солодова Мария, 1986—1990-е
- Соломатина Юлия, 1960—1980-е
- Совцов Георгий, 1980—1991 (далее — Радио России)
- Сушков Владимир Ильич, 1962—1991
- Терновский Евгений Павлович, 1959—1994 (далее — Орфей)
- Ткаченко Виктор Петрович, 1988—1997 (ранее — на ЦТ СССР)
- Титова Галина Николаевна, 1960—1992 (последние годы — радиостанция «Орфей»)
- Тиунова Мария Николаевна, 1930—1950-е
- Тобиаш Эммануил Михайлович, 1937—1993
- Токарев Валерий, с 1948
- Токарская (Дужникова) Софья Ивановна, с 1965 (Куйбышевское радио и телевидение, Сочинское телевидение, Центральное Телевидение)
- Толстова Наталия Александровна, 1929—1970
- Федосеев Борис Александрович, с 1962
- Фриденсон Ольга Давыдовна, 1950—1970-е
- Халатова Елена Богдановна, с 1946
- Хворостенко Виктор, 1970—1990-е
- Хлебников Андрей Николаевич[10], с 1956 (далее — Голос России)
- Хромова Нонна Борисовна, 1980—1994 (далее — Орфей)
- Храмов Виталий Афанасьевич, с 1978
- Хухлаев Дмитрий Константинович, 1986 — начало 1990-х
- Чаусская Клавдия, конец 1930-х — начало 1960-х
- Черных Лидия Николаевна, 1944—1988
- Чижов Виктор Никитович, с 1945
- Шабанова Раиса Ивановна, 1972—1993
- Шашкова Эвелина Ивановна, с 1948
- Шварц Людмила, конец 1980-х — начало 1990-х (далее — Маяк)
- Шумаков Георгий Сергеевич, 1950—1970-е
- Юшко Анатолий, 1970—1980-е
- Ярцев Юрий Семенович, 1950—1960-е

## Главная редакция информации
Отделы:
- общественно-политической информации;
- экономической информации;
- международной информации;
- выпуска[11].

Программы:
- Последние известия (в эфир выходили в 5:04, 6:04, 8:00, 10:00, 12:01 (в начале программы «Время, события, люди», с 4 апреля 1989 года — 13.00), 15:00, 17:00, 19:00, 22:00 и в 23:50. Перед каждым выпуском звучали позывные «Родина слышит, родина знает». Новости читались двумя дикторами в отличие от информационных выпусков «Маяка», которые вёл один диктор)
- «Земля и люди» (I пр., ежедневно, 30 мин., 6:30)
- Обзор газеты «Правда» и «По страницам центральных газет» — обзоры газет (в 7:00 и 9:00)
- «Международный дневник» (I пр., ежедневно, 10 мин., 20:50) — международная информационная программа
- По странам и континентам (I пр., еженедельно по субботам, 15 мин., 11:00) — международный радиожурнал
- «В странах социализма» (I пр., еженедельно по средам, 15 мин., 15:45) — радиожурнал о странах СЭВ
- Международные обозреватели за круглым столом
- «Из телетайпного зала» - международные новости.
- «Международное положение: вопросы и ответы» (I пр., дважды в месяц по пятницам, 45 мин., 20:15) — интервью по международным вопросам
- Голоса друзей (I пр., дважды в неделю, 30 мин., 14:00)
- Красный, жёлтый, зелёный — передача для водителей и пешеходов (II пр., еженедельно по пятницам, 30 мин., 18:30 с повтором по средам I пр. 14:00) и концерт «Для тех, кто в пути»
- Бюллетень розыска родных[11]

Главные редакторы:
- Юрий Летунов (1965—1969)
- Илья Петров (1970—1983)
- Эдуард Сорокин (1983—1986)
- Анатолий Болгарев (1986—1989)
- Борис Непомнящий (1989—1991)
- Евгений Широков (1991—1992)
- Владимир Поволяев (1992—1996)

Заместители Главного редактора:
- Юрий Ульянов (?-1968)
- Георгий Зубков
- Вадим Смирягин

## Главная редакция пропаганды Всесоюзного радио
С 1988 года — Главная редакция общественно-политических программ.
Отделы:
- пропаганды марксизма-ленинизма и коммунистического воспитания;
- промышленности, науки и техники;
- сельской жизни;
- сатиры и юмора;
- специальных программ[12].

Программы:
- «Ленинский университет миллионов» (I пр., еженедельно по средам, 20 мин., 18:40)
- Время, события, люди (I пр., ежедневно, 30 мин., 12:00), с 3 апреля 1989 года — «Союз»[источник не указан 798 дней]
- Земля и люди (I пр., ежедневно, 30 мин., 6:30)
- Летопись трудовой славы (I пр., ежемесячно, 30 мин.)
- Человек и закон (I пр., трижды в месяц по понедельникам, 20 мин., 18:40)
- На страже порядка (I пр., один раз в месяц по понедельникам, 20 мин., 18:40)
- Из цикла «Здоровье» (I пр., понедельник, 15 мин., 15:45 и дважды в месяц по субботам, 20 мин., 10:40)
- Наука и техника
- Почта радио (I пр., дважды в месяц по субботам, 30 мин., 14:00)
- «Родная природа» (I пр., дважды в месяц по субботам, 20 мин., 10:40)
- Быт — забота общая (I пр., понедельник, 20 мин., 18:40)
- Нечерноземье: ступени роста (I пр., дважды в месяц по вторникам, 15 мин., 15:45)
- С добрым утром! — воскресная развлекательная передача (I пр., воскресенье, 45 мин., 9:15)
- «Вы нам писали» (I пр., дважды в месяц, 40 мин., 21:20) — концерт по заявкам радиослушателей
- В субботу вечером
- «Радио — ТУШ»
- Радиостанция «Союз»
- На связи — радиостудия в Останкине
- Утренняя передача «Маяка» (музыкально-юмористическая, имела два названия -«Калейдоскоп улыбок» и «Опять 25») (II пр., 25 мин., 3:05; 7:05)
- Вечерняя передача «Маяка» (спортивно-музыкальная) (II пр., дважды в неделю, 25 мин., 19:35)[12]
- Родина — программа для дипломатических и консульских работников, советских специалистов, работающим в зарубежных странах и другим граждан СССР, находящимся за пределами Советского Союза, также передачу могли слушать представители русской диаспоры и иностранцы, изучающие русский язык, записывалась Советским обществом по культурным связям с соотечественниками за рубежом (V пр.)
- Для тех, кто в море — программа для моряков торгового флота записывалась Комитетом по телевидению и радиовещанию Ленгороблисполкомов (V пр.)
- Тихий Океан — программа для рыбаков Тихого океан, записывалась Комитетом по телевидению и радиовещанию Приморского крайисполкома (V пр.)
- Атлантика — программа для рыбаков Чёрного и Балтийского морей, записывалась Комитетом по телевидению и радиовещанию Мурманского облисполкома (V пр.)
- Служу Советскому Союзу (выпуск по Первой программе еженедельно по субботам (30 мин., 14:00) (1970—1989)), также существовал одноимённый выпуск для военных моряков (V пр.)
- Волга — программа для советских военнослужащих ГСВГ, записывалось студией ГСВГ (V пр.)

Главные редакторы:
- Елена Вартанова (?-1976)
- Владимир Панарин (1976-?)

Заместители главного редактора:
- Алла Брониславовна Церевитинова (1980?-1990)
- Виктор Кузьмич Бысько (1980?-1990)

## Главная редакция литературно-драматического радиовещания
Отделы:
- советской литературы;
- публицистики и массовой работы со слушателями;
- русской и зарубежной классики;
- радиотеатра и искусства[13].

Программы:
- «Писатели у микрофона» (I пр., четыре раза в неделю, 30 мин., 9:15)
- Литературные чтения (I пр., 13:00 и 22:15)
- Новые литературные записи
- «По страницам новых книг»
- «Литературные вечера» (I пр., ежемесячно по воскресеньям, 60 мин.)
- «Из фондов радио»
- «Литература и искусство за рубежом» (I пр., ежемесячно, 45 мин.)
- В мире слов (I пр., два раза в месяц по воскресеньям, 25 мин., 12:35)
- Час юмористического рассказа
- Поэтическая тетрадь
- «Судьба стихотворения»
- Поэты читают свои стихи
- Советская поэма
- «Стихи и песни на стихи» — литературно-музыкальная передача по произведениям популярных советских поэтов с включением песен, написанных на их стихи
- Театр у микрофона (до мая 2000 г.)
- Радиотеатр
- Театр и жизнь (I пр., ежемесячно, 75 мин.)
- Сокровища советского театра
- Творческие портреты мастеров искусств
- Вчера, сегодня, завтра[13]

Главные редакторы:
- Николай Карцов (1957—1960)
- Константин Кузаков
- Сергей Есин (1974—1981)
- Анатолий Высторобец (1985—1991)
- Александр Гагаркин

## Главная редакция музыкального вещания
Отделы:
- симфонической и камерной музыки;
- музыки народов СССР;
- песни и эстрады;
- писем и концертов по заявкам;
- оперативных передач;
- планирования и выпуска[14].

Программы:
- Радиоуниверситет музыкальной культуры (I пр., два раза в месяц, 60 мин., 19:00)
- «Новости музыкальной жизни»
- Воскресные музыкальные вечера (по I программе — более популярная, по III — для подготовленного слушателя; два раза в месяц; до двух часов; 19:30.)
- Из музыкальных собраний коллекционеров
- Музыкальные вечера для юношества
- Избранные симфонические произведения русских композиторов
- Избранные симфонические произведения советских композиторов
- Выдающиеся исполнители (I пр., еженедельно, 35 мин., 22:30)
- Мастера вокального искусства
- Голоса оркестра
- «Как полюбить оперу»
- Мгновенья музыки прекрасной
- Исполнительское искусство молодых
- Музыкальный кроссворд (I пр., два раза в месяц по субботам, 30 мин., 11:00)
- Радиослушатели о народной песне (I пр., ежемесячно по воскресеньям, 20 мин., 12:10)
- Из истории народных инструментов
- Встреча с песней (I пр., два раза в месяц по пятницам, 60 мин., 21:00) (в эфире с 1967 года; сейчас на Радио России)
- До-ре-ми-фа-соль (I пр., два раза в месяц по пятницам, 60 мин., 21:00)
- «Добрый вечер!» — музыкально-юмористическая программа
- Музыкальный глобус (I пр., 45 мин., 12:15)
- Мелодии друзей (I пр., два раза в месяц по воскресеньям, 30 мин., 18:30)
- В рабочий полдень (I пр., ежедневно, кроме субботы и воскресенья, 30 мин., 12:30, понедельник — гость программы, среда — концерт по заявкам любителей классической музыки — «Знакомы ли вам эти произведения?», остальные дни — заявки для любителей эстрады) (1924—2000)
- Труженикам села (I пр., ежедневно, 30 мин., 5.30)
- Субботние литературно-музыкальные концерты по заявкам радиослушателей (I пр., два раза в месяц, 45 мин., 19:30)
- Мы с вами уже встречались — музыкально-юмористическая программа
- 8 песен в студии — конкурс новых песен
- Госконцерт представляет
- Контрасты — авторская программа Д. Ухова
- Союз композиторов представляет
- Советская музыка сегодня
- Выдающиеся исполнители (I пр., 1 раз в неделю, 22:30) (1972—1990)
- Аплодисменты, которые не умолкают
- России звонкие края[14] (I пр. по вторникам 11:15)
- Когда поют солдаты — программа с участием краснознаменных ансамблей песни и пляски (I пр., ежемесячно 11:15)

Музыкальные коллективы:
- Большой симфонический оркестр (главные дирижёры: А. И. Орлов в 1930—1937 гг., Н. С. Голованов в 1937—1953 гг., А. В. Гаук в 1953—1961 гг., Г. Н. Рождественский в 1961—1974 гг., В. И. Федосеев с 1974 года)
- Симфонический оркестр
- Эстрадно-симфонический оркестр
- Академический оркестр русских народных инструментов
- Академический большой хор
- Академический хор русской песни
- Ансамбль советской песни (существует с 1974 года)
- Оркестр «Голубой экран»
- Ансамбль электромузыкальных инструментов (существует с 1956 года)
- Вокальная студия солистов
- Большой детский хор (существует с 1970 года)

## Главная редакция радиовещания для детей
Отделы:
- школьно-пионерской жизни;
- эстетического воспитания;
- научно-популярных и учебных передач;
- писем и массовой работы[15].

Программы:
- Пионерская зорька (I пр., ежедневно, кроме четверга, 20 мин., 7:40, в воскресенье — 10:05) (19.04.1925 — 30.12.1991)
- Ровесники (I пр., два раза в неделю по вторникам и четвергам, 30 мин., 16:00) (1963—1990)
- Земля в наследство
- Сказка за сказкой (I пр., ежедневно, кроме воскресенья, 20 мин., 10:05)
- Доскажи сказку
- Моя любимая книжка
- Весёлый радиопоезд
- Радионяня (I пр., ежемесячно, 30 мин., 10:30) (1972—1980-е)
- В стране литературных героев (I пр., ежемесячно, 30 мин.) (1970—1989)
- С вами говорят писатели
- В детском радиотеатре
- Почтальон принёс письмо (III пр., еженедельно по пятницам, 60 мин., 14:00)
- Пригласительный билет (I пр., два раза в месяц по субботам, 25 мин., 10:05)
- Мелодии из почтовой сумки (I пр., еженедельно по пятницам, 15 мин., 16:00)
- В стране музыкальных волшебников
- Музыкальная шкатулка (I пр., еженедельно, 20 мин.)
- Отчего и почему? (I пр., ежемесячно, 30 мин., 16:00)
- Лесная радиогазета (I пр., 30 мин., 16:00)
- Школа юннатов (I пр., два раза в месяц по средам, 25 мин., 16:00)
- Путешествие по любимой Родине (I пр., два раза в месяц по четвергам, 20 мин., 16:00)
- Клуб знаменитых капитанов (1945—1982)
- Радиопланетарий (I пр., два раза в месяц по четвергам, 15 мин.)
- Полчаса в мире науки (I пр., ежемесячно, 16:00)
- Радио для урока (для учеников 5 класса; I пр., еженедельно по пятницам, 30 мин., 16:45), литературе (для учеников 5—7 классов; I пр., еженедельно по средам, 30 мин., 16:30), истории (для учеников 6—8 классов; I пр., еженедельно по пятницам, 30 мин., 16:15)
- Внимание, на старт! (I пр.,еженедельно по четвергам, 20 мин., 7:40)
- «Взрослым — о детях» (I пр., четыре раза в неделю, 15 мин.; по понедельникам и средам в 21:00, по субботам и воскресеньям в 8:45)[15]
- Почта «Ровесников»
- Это мы не проходили
- На космических орбитах
- В кругу семьи
- Радиостудия — 73
- Фея музыки — о классике для самых маленьких
- По следам открытий или От вопроса к решению (I пр. ежемесячно 16:30) (1983—1989)
- Запомни эту песню — разучиваем песни вместе с Большим детским хором

## Главная редакция радиовещания для молодёжи
Отделы: комсомольской жизни; художественного воспитания молодежи; подготовки программ:
- комсомольской жизни;
- художественного воспитания молодежи;
- подготовки программ[17].

Программы:
- ежедневная часовая программа (I пр., 17:00)
- 45-минутная вечерняя программа (I пр., пять раз в неделю, 23:05; с повтором в 10:00 следующего дня по III программе)
- Здравствуй, товарищ! (I пр., суббота, 45 мин., 9:15)
- Полевая почта «Юности» (III пр., 17:00, «Маяк», 25 мин., 20:05)
- Программа для строителей Байкало-Амурской магистрали («Маяк», ежедневно, 50 мин., 1:30)
- Рубрики
  - Наследники Октября
  - В Книгу почёта ЦК ВЛКСМ
  - Сколько сил у «Колоса»
  - Знамя ударной
  - Рабочая смена
  - Целина, что рядом с родным селом
  - Наш студенческий трудовой
  - Твоё свободное время
  - В мире прекрасного
  - Творчество молодых
  - Ваш собеседник
  - Молодёжи о классическом искусстве
  - Эстрадное обозрение
  - Круг вашего чтения[17]
  - Кем быть? Каким быть?

Главные редакторы:
- Александра Беда (1962—1963)
- Альберт Петерсон (1963—1964)
- Вячеслав Янчевский (1964—1969)
- Владимир Фадеев (1969—1973)
- Евгений Широков (1973—1976)
- Александр Гагаркин (1976—1978)
- Тимофей Кузнецов (1978—1980)
- Эдуард Сагалаев (1980—1984)
- Борис Непомнящий (1984—1989)
- Сергей Давыдов (1989—1990)
- Евгений Павлов (1990—1997)

Заместители главного редактора:
- Виктор Крючков (1968—1969)

## Главная редакция радиопередач для Москвы
"Московское городское радио" вещало на частотах УКВ 69,80 МГц, СВ 1116 кГц и 3-ей кнопке РТС. 
Отделы:
- общественно-политических передач;
- экономики[18].

Программы:
- обзоры газет «Московская правда» и «Московский комсомолец»
- Москва и москвичи (Утренний выпуск «Москва и москвичи» — 6:45—7:00) состоит из кратких информационных сообщений. Вечерняя программа «Москва и москвичи» начинается в 18:00. По вторникам и четвергам она звучит в течение часа, а по понедельникам, средам и пятницам — 45 минут. Начинается программа с выпуска «Московских известий», оперативно освещающего многогранную жизнь столицы. Часовая программа состоит из пяти-шести материалов, а 45-минутная — из трёх-четырёх.
- Московские новости
- Доброе имя москвича (По понедельникам в 8:25)
- В субботу и воскресенье
- Московская суббота
- Человек в коллективе
- Там, где мы живём
- Атеист продолжает разговор
- Вниманию пешеходов
- Москва спортивная
- По письмам москвичей[18]
- Наше справочное бюро — информационно-рекламная программа для Москвы и Московской области о репертуаре театров, кинотеатров, концертных залов, стадионов, а также для учащихся вузов и другая коммерческая информация — 6:45, 7:35, 8:30 и 15:25. Утренние выпуски программы в 6:45 и в 7:35 вел один диктор и в начале эфира читался прогноз погоды в Москве, остальные выпуски вели два диктора

Главные редакторы:
- Елена Вартанова (1959-?)

## Главная редакция радиопередач для Московской области
"Московское областное радио" вещало на частотах УКВ 66,44 МГц и СВ 846 кГц. 
Отделы:
- общественно-политический;
- промышленности и сельского хозяйства[19].

Программы:
- На земле Московской
- Московские областные известия
- Сельская жизнь Подмосковья
- На темы дня
- Дневник соревнования
- Передовики пятилетки
- Трибуна партийного работника
- Дневник сельского специалиста
- В редакцию пришло письмо
- Край родной
- Всегда на посту
- На клубной сцене
- Творчество наших земляков
- Подмосковье спортивное
- По вашей просьбе[19]

## Главная редакция спортивных программ
Отделы:
- информации;
- олимпийский[20].

Программы:
- трансляции со спортивных соревнований
- оперативная спортивная информация и выступления комментаторов с обзорами в «Последних известиях» и в выпуске «Маяка»
- воскресный «Спортивный радиодневник»
- уроки утренней и производственной гимнастики
- материалы для передачи «Время, события, люди»
- радиожурнал «Советский спорт» для зарубежных слушателей[20][21]
- «Производственная гимнастика» (I пр. 11:00 — 11:10)

Главные редакторы:
- Александр Иваницкий (1973—1990)

## Музыкальные коллективы
- 1945 — Академический оркестр русских народных инструментов Центрального телевидения и Всесоюзного радио[22].
- 1946 — Неаполитанский (мандолинный) ансамбль Н. Д. Мисаилова. Расформирован в период борьбы с борьбы с космополитизмом (1948—1953)[23].

## Режиссёры
- Верник, Эмиль Григорьевич, главный режиссёр литературно-драматического вещания, 1969—2002
- Гориккер, Владимир Михайлович, 1950-е
- Хорошевцев, Евгений Александрович, с 1968

## Руководство
Руководство учреждением осуществлял один из заместителей Председателя Государственного комитета СССР по телевидению и радиовещанию, которому была подчинена Генеральная дирекция программ Всесоюзного радио, а тому в свою очередь — тематические главные редакции Всесоюзного радио.
Заместители Председателя Государственного комитета по телевидению и радиовещанию, курировавшие Центральное внутрисоюзное радиовещание:
- Алексей Рапохин (1960—1973)[24]
- Юрий Орлов (1974—1989)[25][26][27][28]
- Анатолий Тупикин (1990—1991)